# Нова Мельниця (Новгородська область)
Нова Мельниця (рос. Новая Мельница) — присілок в Новгородському районі Новгородської області Російської Федерації.
Населення становить 2016 осіб. Входить до складу муніципального утворення Єрмолинське сільське поселення.

## Історія
Від 2004 року входить до складу муніципального утворення Єрмолинське сільське поселення.

## Населення
| 2010 |
| ---- |
| 2016 |